# Carolijn Brouwer
Carolijn Mariëlle Brouwer (Leiden, 25 juli 1973) is een in Nederland geboren Belgisch zeilster. Ze nam driemaal deel aan de Olympische Spelen, waarvan tweemaal voor Nederland en eenmaal voor België.
Hoewel geboren in Nederland, woonde ze in haar jeugd in Brazilië en (korter) in Zaïre. Ze begon met zeilen in een Optimist toen ze 10 jaar was. Rond haar veertiende keerde ze terug naar Nederland, waar ze haar doctoraalexamen Talen en Culturen van Latijns-Amerika behaalde aan de Rijksuniversiteit Leiden. In deze periode begon ze met wedstrijdzeilen. Voor deze sport liet Brouwer zich in 2007 naturaliseren tot Belg, waardoor ze de Nederlandse nationaliteit verloor.

## Wereldkampioen

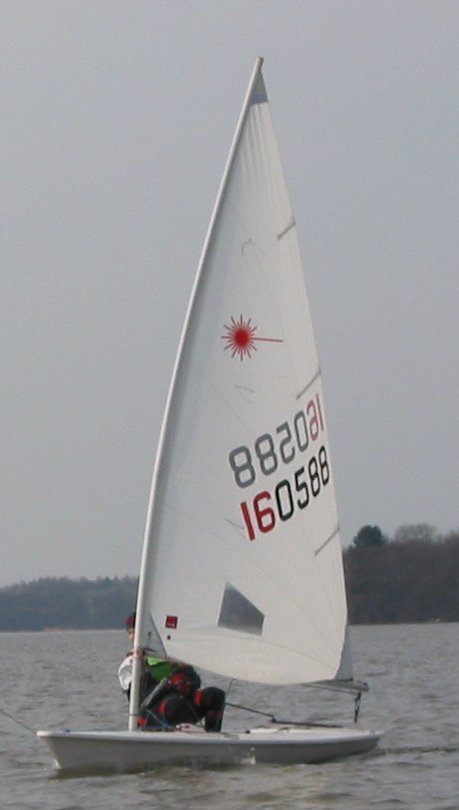
Foto van een Laser Radial

Brouwer behaalde haar eerste successen in de niet-olympische klasse Laser Radial met als hoogtepunten het jeugdwereldkampioenschap in 1991 en het wereldkampioenschap in 1993. Door deze successen werd ze aangemoedigd om over te stappen naar de olympische Europe-klasse en al vrij snel behaalde ze hierin de wereldtitels in 1996 en 1998. In 1998 werd ze ook tweede bij het wereldkampioenschap Laser Radial en won ze het Europe-onderdeel van de Kieler Woche. Voor deze prestaties ontving ze dat jaar de belangrijkste zeilprijs ter wereld, de ISAF World Sailor of the Year Award, en de belangrijkste zeilprijs van Nederland, de Conny van Rietschoten Trofee.

## Olympische Spelen
Door sterke concurrentie in eigen land van Margriet Matthijsse kon ze, ondanks haar wereldtitel in 1996, niet deelnemen aan de Olympische Zomerspelen van 1996 in Atlanta. Deelname aan Sydney 2000 dreigde in deze klasse eveneens aan haar voorbij te gaan vanwege opnieuw een sterkere Matthijsse. Brouwer veranderde daarom vlak voor de Spelen van klasse en dwong, samen met Alexandra Verbeek, selectie af in de 470-klasse. Daarin werd het duo elfde.
Voor Athene 2004 werd ze geselecteerd in haar eigen Europe-klasse, maar voornamelijk door coaching-problemen kwam ze niet verder dan plaats negentien. Na de Spelen van 2004 vormde ze samen met haar toenmalige Belgische vriend Sébastien Godefroid een team in de olympische Tornado-klasse, met als doel goud te winnen op de Olympische Spelen van 2008 in Peking. Hiervoor liet ze zich naturaliseren tot het Belgische staatsburgerschap. Brouwer en Godefroid eindigden op de twaalfde plaats. Een jaar eerder hadden de twee hun liefdesrelatie beëindigd.

## Volvo Ocean Race
Brouwer voer de Volvo Ocean Race 2001-2002 als stuurvrouw van het jacht Amer Sports Two. Ze eindigde deze zeilwedstrijd om de wereld op een gedeelde zevende plaats in het eindklassement. In 2007 en 2008 was Brouwer schipper op de Nederlandse Extreme 40 catamaran van Holmatro in de iShares Cup. In haar eerste jaar eindigde ze deze competitie als tweede. Brouwer voer in 2014 en 2015 opnieuw de Volvo Ocean Race, nu met het jacht Team SCA. Het team eindigde op de zesde plaats in het eindklassement.
In de 2017-2018 editie van de Volvo Ocean Race behaalde ze met Dongfeng Race Team de eindzege na een spannende laatste etappe naar Den Haag. Bij de start van de etappe waren er nog drie mogelijke winnaars van deze editie. Als enige team van de top drie koos Dongfeng voor een route langs de kust. Na een aanvankelijk grote achterstand won het team met een voorsprong van 16 minuten. Brouwer en haar teamgenoten Marie Riou en Justine Mettraux werden daarmee de eerste vrouwelijke zeilers die de Volvo Ocean Race winnen.
Brouwer is getrouwd met de Australische oud-olympisch zeiler Darren Dunbock. Ze hebben sinds 2012 een zoon.

## Palmares
- 1991 - Jeugd WK, Laser Radial, winst
- 1993 - WK, Laser Radial, winst
- 1996 - WK, Europe, winst
- 1998 - WK, Europe, winst
- 1998 - Kieler Woche, Europe, winst
- 1998 - WK, Laser Radial, 2e
- 1998 - ISAF World Sailor of the Year Award
- 1998 - Conny van Rietschoten Trofee
- 2000 - OS, 470, 13e
- 2001 - WK, Europe, 2e
- 2001/02 - Volvo Ocean Race, 7e
- 2002 - Kieler Woche, Europe, 2e
- 2004 - OS, Europe, 19e
- 2007 - iShares Cup, 2e
- 2008 - OS, Tornado, 12e
- 2014/15 - Volvo Ocean Race, 6e
- 2017/2018 - Volvo Ocean Race, 1e
- 2018 - ISAF World Sailor of the Year Award (samen met Marie Riou)
- 2018 - Conny van Rietschoten Trofee

## Trivia
- In de zomer van 2024 was Brouwer te zien in het RTL 4-programma Over de oceaan, waarin ze als co-kapitein zes bekende Nederlands hielp met het maken van een oversteek van de Atlantische Oceaan met een zeilschip.[6]